# Saint-Marcel-lès-Valence
Saint-Marcel-lès-Valence település Franciaországban, Drôme megyében. Lakosainak száma 6214 fő (2022. január 1.). Saint-Marcel-lès-Valence Alixan, Bourg-lès-Valence, Châteauneuf-sur-Isère és Valence községekkel határos.

## Népesség
A település népessége az elmúlt években az alábbi módon változott:
| Lakosok száma | 1457 | 3342 | 3719 | 4672 | 5866 | 6165 | 6236 | 6289 | 6320 | 6214 |
|               | 1968 | 1982 | 1990 | 2006 | 2013 | 2015 | 2017 | 2019 | 2020 | 2022 |